# Josep González i Cambray
Josep González i Cambray (Lleida, 10 de març del 1972) és un professor, polític i enginyer tècnic industrial català.
Llicenciat en màrqueting, ha sigut professor de secundària, ha treballat en diverses universitats catalanes i ha desenvolupat la seva activitat professional en l'àmbit de l'administració pública de Catalunya.
Com a director general de Centres Públics al Departament d'Educació de la Generalitat de Catalunya de 2018 ençà, durant la pandèmia de COVID-19 va ser el responsable del dispositiu pel retorn a les classes presencials en infantil, primària i secundària. El 24 de maig de 2021 va ser anunciat com a futur conseller d'Educació de la Generalitat de Catalunya en el Govern de Catalunya 2021-2025, en substitució de Josep Bargalló i Valls. Fou un dels vint-i-un detinguts en l'operació Volhov.
Fou conseller d'Educació del Govern de la Generalitat de Catalunya per Esquerra Republicana entre el 26 de maig de 2021 i el 12 de juny de 2023.
Durant el seu mandat es va implementar la gratuïtat a les escoles bressol, es van abaixar les ràtios a i3 i es van començar iniciatives per reduir la segregació escolar. Tot i això, la mesura d'avançar el calendari escolar el setembre va provocar malestar en tota la comunitat educativa. Al llarg de 2022 es van arribar a convocar nou jornades de vaga, demanant la seva dimissió.
El 12 de juny de 2023 fou substituït per Anna Simó, en la remodelació del Govern Aragonès com a conseqüència dels resultats electorals d'Esquerra a les eleccions municipals de 2023.